# Улица Карла Маркса (Пенза)
У́лица Ка́рла Ма́ркса (бывшая Нико́льская у́лица) — улица в Пензе, расположенная в историческом центре города. Проходит от Центрального парка культуры и отдыха имени В. Г. Белинского до улицы Кирова.

## История
Улица Карла Маркса является самой древней улицей города. Она возникла вдоль северной стены крепости в процессе её строительства в 60-х годах XVII века. Первые купцы города создали здесь лавочную линию, которая стала называться Верхним Торгом или Верхним базаром. Эта улица была самой удобной и короткой дорогой от Московских ворот крепости к реке Пензе. Она стала основой быстро росшего здесь городского посада.
В 1683 году здесь была построена деревянная церковь Св. Николая Чудотворца Мирликийского, по имени которой улица стала называться Никольской.
1 мая 1918 года на находящейся неподалёку Соборной площади был возведён первый в мире памятник основоположнику научного коммунизма Карлу Марксу, который оказался недолговечным, и 7 ноября 1918 года было заложено основание нового памятника Карлу Марксу, теперь уже в высшей точке Никольской улицы — в городском парке имени В. Г. Белинского. В феврале 1919 года в связи с планируемым возведением памятника Карлу Марксу улица Никольская была переименована в улицу Карла Маркса.
Основные этапы эволюции Никольской улицы в художественной форме можно прочитать на сайте Станислава Ткаченко «Пенза которой нет»:

## В настоящее время на улице Карла Маркса располагаются
- Вход в один из старейших парков России — Центральный парк культуры и отдыха им. В. Г. Белинского
- Ботанический сад, созданный в 1917 году по инициативе И. И. Спрыгина и носящий его имя.
- Пензенский базовый медицинский колледж Федерального агентства по здравоохранению и социальному развитию.
- Издательство «Пензенская правда»
- Госналогслужба по Ленинскому району г. Пензы
- Литературный музей
- С южной стороны к улице примыкает стадион «Труд».[5]
- Здание Многопрофильного колледжа Пензенского государственного университета (ранее — исторического факультета Пензенского государственного педагогического университета имени В. Г. Белинского).